# New York Mills (Minnesota)
New York Mills és una població dels Estats Units a l'estat de Minnesota. Segons el cens del 2000 tenia 1.158 habitants.

## Demografia
Segons el cens del 2000, New York Mills tenia 1.158 habitants, 492 habitatges, i 276 famílies. La densitat de població era de 357,7 habitants per km².
Dels 492 habitatges en un 27,8% hi vivien nens de menys de 18 anys, en un 42,5% hi vivien parelles casades, en un 9,6% dones solteres, i en un 43,9% no eren unitats familiars. En el 40% dels habitatges hi vivien persones soles el 27,8% de les quals corresponia a persones de 65 anys o més que vivien soles. El nombre mitjà de persones vivint en cada habitatge era de 2,18 i el nombre mitjà de persones que vivien en cada família era de 2,92.
Per edats la població es repartia de la següent manera: un 22,5% tenia menys de 18 anys, un 8,7% entre 18 i 24, un 20,6% entre 25 i 44, un 16,5% de 45 a 60 i un 31,7% 65 anys o més.
L'edat mediana era de 43 anys. Per cada 100 dones de 18 o més anys hi havia 79,2 homes.
La renda mediana per habitatge era de 27.596 $ i la renda mediana per família de 35.536 $. Els homes tenien una renda mediana de 29.286 $ mentre que les dones 18.333 $. La renda per capita de la població era de 15.949 $. Entorn de l'11,7% de les famílies i el 17,1% de la població estaven per davall del llindar de pobresa.

## Poblacions més properes
El següent diagrama mostra les poblacions més properes.